# VTimes
VTimes foi um meio de comunicação on-line russo que existiu de 2020 a 2021. Foi fundado por jornalistas russos que deixaram o Vedomosti por questões de censura.

## História
Em março 2020, Andrei Shmarov foi nomeado editor-chefe interino do Vedomosti, a quem o conselho editorial acusou de censura e interferência em materiais já publicados, ele foi aprovado para o cargo em maio. Como resultado, em meados de junho toda a gestão da Vedomosti e uma parte significativa da equipe jornalística deixaram o jornal. Uma parte significativa dos funcionários que se demitiram, incluindo quatro dos cinco editores-chefes - Alexander Gubsky, Boris Safronov, Philip Sterkin e Kirill Kharatyan - fundaram a publicação VTimes. Além dos temas de negócios, a publicação também planeou escrever sobre saúde, ecologia, consumo responsável e capital humano.
O gerenciador de mídia Derk Sauer, cofundador da Vedomosti com o The Wall Street Journal e o Financial Times em 1999, tornou-se um consultor da publicação, mas não um investidor ou gestor. Em setembro de 2020, a publicação lançou um crowdfunding para "a produção de podcasts, vídeos, lançamento de investigações e materiais analíticos".
Em 14 de maio de 2021, o Ministério da Justiça da Rússia anunciou a inclusão da organização holandesa sem fins lucrativos "Stichting 2 Oktober", que detém o nome do domínio VTimes.io, na lista de "agentes estrangeiros da Rússia". Em 2 de junho, a publicação anunciou o seu encerramento a partir de 12 de junho de 2021.

### Novo projeto VPost
Em outubro de 2021, os editores do VTimes lançaram um novo projeto intitulado VPost, um website de informação sobre finanças. O conselho editorial é liderado por Boris Safronov, Philip Sterkin e Kirill Kharatyan.

## Prémios
Em novembro de 2020, o artigo "Agentes duplos: como os funcionários da ASV e do FSB enriqueceram em bancos com dificuldades" em russo:  Двойные агенты: как сотрудники АСВ и ФСБ обогащались на проблемных банках, publicado pelo VTimes em conjunto com Meduza e Proekt, recebeu o Prémio Mensal de Jornalismo do Redkollegia.